# Li Yuanchao
Li Yuanchao (chinois : 李源潮 ; pinyin : Lǐ Yuáncháo), né le 11 novembre 1950 dans le xian de Lianshui (province du Jiangsu), est un homme politique chinois, membre du Parti communiste (PCC). Il est membre du bureau politique du Parti communiste chinois de 2007 à 2017 et vice-président de la République populaire de 2013 à 2018.

## Biographie
Lors de la révolution culturelle, engagée par Mao Zedong, Li est envoyé en zone rurale dans le cadre du mouvement d'envoi des zhiqing à la campagne.
Li Yunchao est titulaire d'une maîtrise de gestion en économie à l'université de Pékin et d'un doctorat en droit à l'école centrale du Parti.
Il adhère au Parti communiste en 1978 au sein duquel il suit une carrière normale d'apparatchik, favorisée par son statut de « prince rouge », son père ayant occupé le poste de vice-maire de Shanghai. Il dirige la province du Jiangsu et sa capitale, Nankin.
Considéré comme une figure de la cinquième génération de dirigeants communistes, Li Yunchao est membre du bureau politique du Parti communiste chinois depuis 2007. Lors du XVIIIe congrès du Parti en novembre 2012, il ne peut accéder au comité permanent du bureau politique, évincé au profit de Liu Yunshan, considéré comme un conservateur proche de Jiang Zemin.
Le 14 mars 2013, il est élu vice-président de la République par l'Assemblée nationale populaire. Par cette désignation, le nouveau président Xi Jinping semble confirmer son affranchissement de la « vieille garde » communiste. Mais il peut aussi s'agir d'un « rééquilibrage au sein des factions » du Parti communiste : Li est en effet issu de la faction de la Ligue de la jeunesse de Hu Jintao. En mars 2018, il est remplacé par Wang Qishan.

## Famille
Li est marié à Gao Jianjin, professeur de musique au Conservatoire de Pékin. Leur fils Li Hanjin est diplômé de gestion financière de l’Université de Fudan. Il a travaillé comme représentant aux États-Unis de la société pharmaceutique suisse Novartis, puis il suit des études à Harvard.